# Sphecodes mexicanorum
Sphecodes mexicanorum är en biart som beskrevs av Cockerell 1919. Sphecodes mexicanorum ingår i släktet blodbin, och familjen vägbin. Inga underarter finns listade i Catalogue of Life.